# 宏創高科
宏創高科集團有限公司，簡稱宏創高科集團，以及宏創高科（英語：Megalogic Technology Holdings Limited，港交所：8242），於2000年由執行董事李桂聰、湯淑芬及曾城材創立「微创高科有限公司」。
2007年，由僑威集團有限公司進行收購，並同時由許經振為董事長。其後在2011年12月尾，則進行以1.2港元招股價，發行新股為50,000,000股，集資額為6000萬港元，2012年1月19日在港交所創業板上市，但同年已出售了。
而主要從事集成電路設計、開發及銷售業務。
總部位於香港沙田白石角香港科学园科技大道西6号集成电路开发中心5楼508-509室。

## 連結
- minilogic.com.hk（页面存档备份，存于）
- megalogic.com.hk（页面存档备份，存于）